# Tianhuang Daowu
Tianhuang Daowu (chiń. 天皇道悟, pinyin Tiānhuáng Dàowù; kor. 천황도오 Ch'ŏnhwang Too; jap. Tennō Dōgō; wiet. Thiên Hoàng Đạo Ngộ; ur. 748, zm. 807) – chiński mistrz chan.

## Życiorys
Pochodził z Wuzhou w Zhejiang z rodziny Zhang. W wieku 14 lat postanowił zostać mnichem buddyjskim, a gdy rodzice nie chcieli się na to zgodzić, rozpoczął głodówkę i po pewnym czasie rodzice ustąpili. Został nowicjuszem u Dadego w Mingzhou, a następnie został wyświęcony przez niego na mnicha w wieku 25 lat, w klasztorze Zhulin w Hangzhou w prow. Zhejiang. Prowadził bardzo ascetyczny tryb życia.
Następnie udał się do Yuhang, gdzie praktykował chan u mistrza szkoły niutou Jingshana Daoqina (714–792) przez pięć lat. Po 5 latach otrzymał certyfikat inka. W 776 r. udał się na odosobnienie na górze Damei, gdzie przebywał przez 3 lub 4 lata. Około 780 r. przez dwa lata był uczniem Mazu Daoyi w klasztorze Kaiyuan w Zhongling (obecnie Nanchang) w prow. Jiangxi, który potwierdził jego głęboki wgląd. Od mistrza Mazu przeszedł w 781 r. do mistrza Shitou Xiqiana. Pod jego kierunkiem osiągnął oświecenie i później został jego spadkobiercą Dharmy.
Ostateczny proces doprowadzający go do oświecenia wyglądał następująco.
Daowu spytał Shitou Jakim sposobem odkrywasz wyzwalającą mądrość ludziom?
Shitou powiedział Tu nie ma niewolników. Od czego chcesz się wyzwolić?
Daowu Jak to można zrozumieć?
Shitou A więc wciąż starasz się uchwycić pustkę?
Daowu Od dzisiaj już nie będę tego robił.
Shitou Chciałbym wiedzieć, kiedy wyszedłeś z „tego miejsca”.
Daowu Ja nie wyszedłem z „tego miejsca”.
Shitou Ja już wiem skąd przyszedłeś.
Daowu Mistrzu, jak możesz w taki sposób zniesławiać ludzi?
Shitou Twoje ciało ujawniło się teraz.
Daowu Chociaż tak jest, jak będziesz demonstrował swoje nauczanie tym, którzy przyjdą później?
Shitou Proszę, powiedz mi, kim są ci, którzy przyjdą później?
Po tych słowach mistrza Daowu osiągnął wielkie oświecenie.
Później przebywał na górze Zili w mieście Dangyang w Xingzhou. Garnęło się do niego tylu uczniów, że na sali Dharmy panował niezwykły ścisk. Stał się sławny nawet w stolicy. Na prośbę głównego mnicha na wpół spalonego klasztoru Tianhuang w Chengdong (lub Chengjun) w Xingzhou, został jego opatem, aby go odbudować. Był wspierany przez Peia – wysokiego urzędnika Jianglingu (Jianxi i Hunan).
Czwartego miesiąca 807 r. Daowu zachorował. Polecił mnichom rozgłosić, że niedługo umrze. Pewnego dnia wezwał głównego kucharza klasztoru i powiedział Czy rozumiesz? Kucharz odparł Nie. Mistrz złapał poduszkę i rzucił ją na ziemię. I w tej chwili zmarł.
Jego najwybitniejszym uczniem był Longtan Chongxin. Jego linia przekazu rozwinęła się później w dwie z pięciu szkół chan: fayan i yunmen, jednak sam miał tylko jednego spadkobiercę – Deshana Xuanjiana.

## Linia przekazu Dharmy zen
Pierwsza liczba oznacza liczbę pokoleń mistrzów od 1 Patriarchy indyjskiego Mahakaśjapy.
Druga liczba oznacza liczbę pokoleń od 28/1 Bodhidharmy, 28 Patriarchy Indii i 1 Patriarchy Chin.
- 33/6. Dajian Huineng (638–713)
  - 34/7. Qingyuan Xingsi (660–740)
    - 35/8. Shitou Xiqian (700–790)
      - 36/9. Tianhuang Daowu (748–807)
        - 37/10. Huizhen
        - 37/10. Wenfen
        - 37/10. Longtan Chongxin (bd)
          - 38/11. Deshan Xuanjian (780–865)
            - 39/12. Xuefeng Yicun (822–908)